# Annals of Oncology
O Annals of Oncology (Em português: Anais de Oncologia) é um periódico médico revisto por pares na área da oncologia e publicada pela Oxford University Press. É o jornal oficial da Sociedade Europeia de Oncologia Médica (European Society of Medical Oncology). Atualmente o editor-chefe é Fabrice André, no entanto, já foram editores os professores Jean-Charles Soria, Jan Vermorken, David J. Kerr e Franco Cavalli. Alguns artigos estão disponíveis em regime de livre acesso ao público. Antes de se publicado pela Oxford University Press, o jornal foi publicado pela Springer Science+Business Media.